# Boise
Boise /ˈbɔɪsi/ es la capital y ciudad más poblada del estado estadounidense de Idaho. Ubicada en el condado de Ada, cuenta con una población de 237,446 habitantes según el censo de 2021, y una densidad poblacional de 1240 hab/km². Está situada a orillas del río Boise —un afluente del río Snake, a su vez, afluente del río Columbia—, a algunos kilómetros al sur del río Payette, y al pie de las Montañas Rocosas. Es el principal centro comercial e industrial del estado y una de las ciudades que más crece del país.

## Geografía
Boise está situada en el condado de Ada. Para distinguir entre la ciudad capital de Idaho y el condado próximo de Boise se usan los términos "ciudad de Boise" o "Boise City". 
Boise City está situada en 43°36'49 " al norte, 116°14'16 " al oeste (43.613739, -116.237651). Boise se encuentra en el suroeste de Idaho, a 66 km al este de la frontera de Oregón y 177 km al norte de la frontera de Nevada. La elevación del centro de la ciudad es de 824 m sobre el nivel del mar.
Según la oficina de censo de Estados Unidos, la ciudad tiene un área total de 165,7 km². De estos, 165,2 km² es tierra y 0,5 km² es agua. El área total es 0,33% agua.

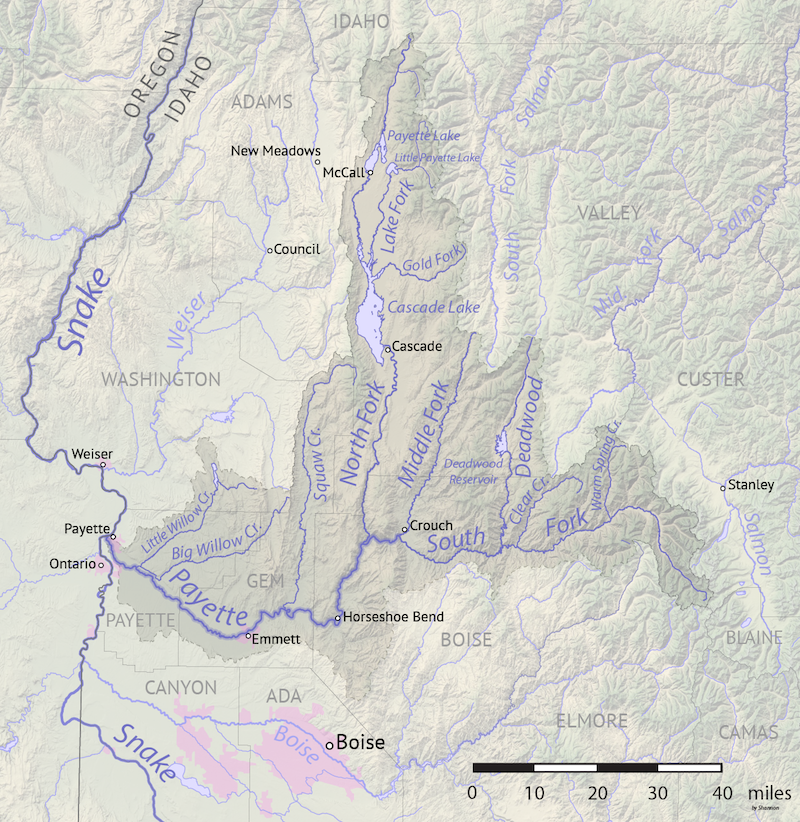
Boise en un mapa del río Payette
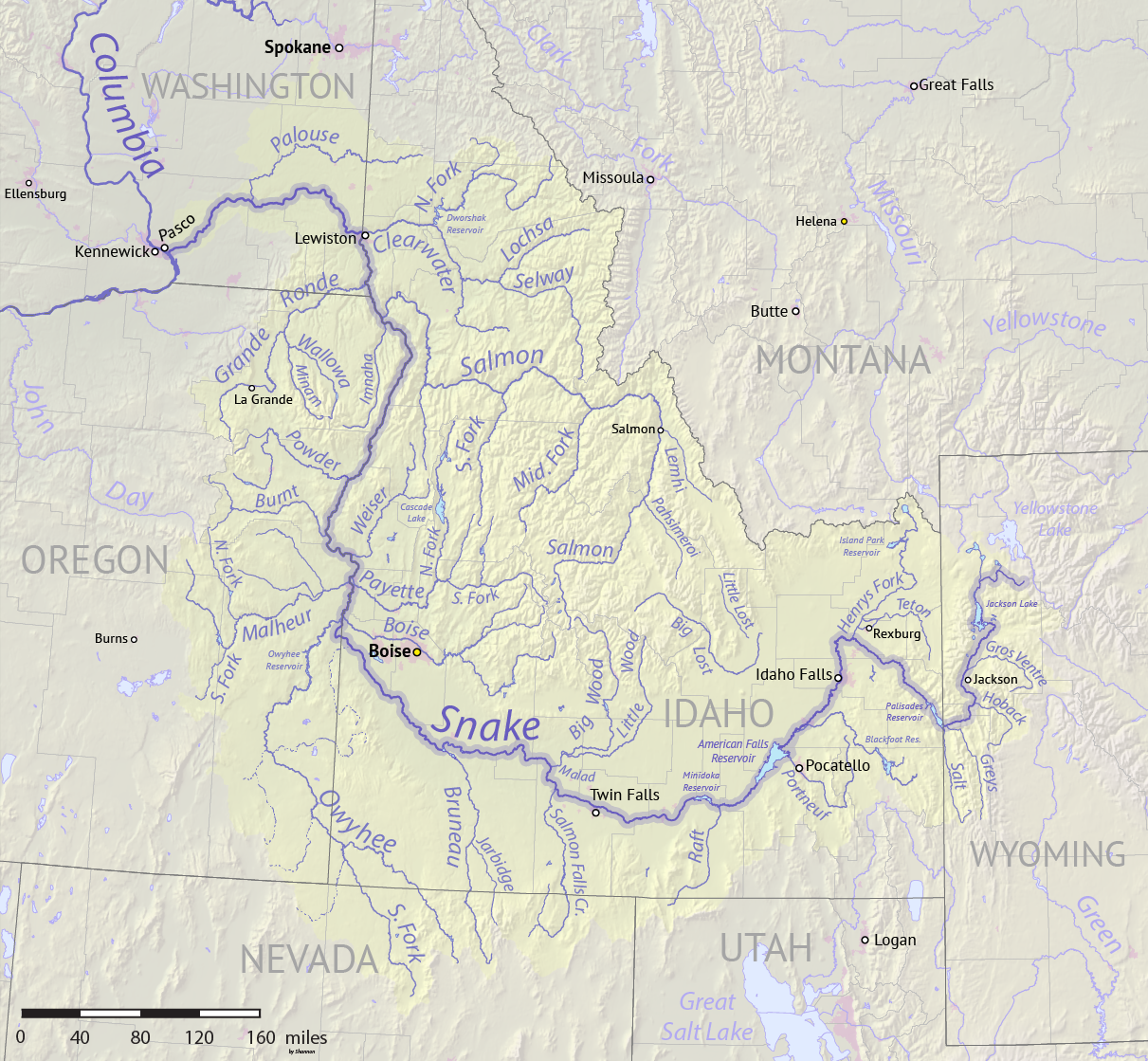
Y en un mapa del río Snake

### Clima
| Parámetros climáticos promedio de Aeropuerto de Boise, Idaho (normales 1991–2020, extremos 1875–presente) | Parámetros climáticos promedio de Aeropuerto de Boise, Idaho (normales 1991–2020, extremos 1875–presente) | Parámetros climáticos promedio de Aeropuerto de Boise, Idaho (normales 1991–2020, extremos 1875–presente) | Parámetros climáticos promedio de Aeropuerto de Boise, Idaho (normales 1991–2020, extremos 1875–presente) | Parámetros climáticos promedio de Aeropuerto de Boise, Idaho (normales 1991–2020, extremos 1875–presente) | Parámetros climáticos promedio de Aeropuerto de Boise, Idaho (normales 1991–2020, extremos 1875–presente) | Parámetros climáticos promedio de Aeropuerto de Boise, Idaho (normales 1991–2020, extremos 1875–presente) | Parámetros climáticos promedio de Aeropuerto de Boise, Idaho (normales 1991–2020, extremos 1875–presente) | Parámetros climáticos promedio de Aeropuerto de Boise, Idaho (normales 1991–2020, extremos 1875–presente) | Parámetros climáticos promedio de Aeropuerto de Boise, Idaho (normales 1991–2020, extremos 1875–presente) | Parámetros climáticos promedio de Aeropuerto de Boise, Idaho (normales 1991–2020, extremos 1875–presente) | Parámetros climáticos promedio de Aeropuerto de Boise, Idaho (normales 1991–2020, extremos 1875–presente) | Parámetros climáticos promedio de Aeropuerto de Boise, Idaho (normales 1991–2020, extremos 1875–presente) | Parámetros climáticos promedio de Aeropuerto de Boise, Idaho (normales 1991–2020, extremos 1875–presente) |
| Mes | Ene. | Feb. | Mar. | Abr. | May. | Jun. | Jul. | Ago. | Sep. | Oct. | Nov. | Dic. | Anual |
| --- | --- | --- | --- | --- | --- | --- | --- | --- | --- | --- | --- | --- | --- |
| Temp. máx. abs. (°C)                                                                                      | 18.9 | 21.7 | 27.8 | 33.3 | 37.8 | 43.3 | 43.9 | 43.3 | 40 | 34.4 | 25.6 | 21.1 | 43.9 |
| Temp. máx. media (°C)                                                                                     | 3.8 | 7.8 | 13.1 | 16.8 | 22.4 | 27.4 | 33.7 | 32.6 | 26.7 | 18.2 | 9.3 | 3.8 | 17.9 |
| Temp. media (°C)                                                                                          | 0.1 | 3.1 | 7.3 | 10.5 | 15.5 | 19.9 | 25.2 | 24.3 | 19.1 | 11.8 | 4.6 | 0.1 | 11.8 |
| Temp. mín. media (°C)                                                                                     | -3.6 | -1.7 | 1.6 | 4.2 | 8.6 | 12.3 | 16.6 | 16 | 11.4 | 5.3 | -0.2 | -3.7 | 5.6 |
| Temp. mín. abs. (°C)                                                                                      | -33.3 | -26.1 | -15 | -11.7 | -5.6 | -1.1 | 1.7 | 0 | -5 | -11.7 | -23.3 | -31.7 | -33.3 |
| Precipitación total (mm)                                                                                  | 35.8 | 25.4 | 33.8 | 31.2 | 36.8 | 19.1 | 5.3 | 4.3 | 10.9 | 20.6 | 30 | 39.1 | 292.4 |
| Nevadas (cm)                                                                                              | 13.5 | 8.4 | 3 | 0.3 | 0 | 0 | 0 | 0 | 0 | 0.3 | 5.1 | 14.2 | 44.7 |
| Días de precipitaciones (≥ 0.2 mm)                                                                        | 11.1 | 9.1 | 10.1 | 9.2 | 8.4 | 5.3 | 2.3 | 2.1 | 3.9 | 6.0 | 9.7 | 12.0 | 89.2 |
| Días de nevadas (≥ 0.2 cm)                                                                                | 5.2 | 3.3 | 1.6 | 0.3 | 0.0 | 0.0 | 0.0 | 0.0 | 0.0 | 0.1 | 2.2 | 5.5 | 18.2 |
| Horas de sol                                                                                              | 109.3 | 151.9 | 238.6 | 281.4 | 335.5 | 351.6 | 399.8 | 358.8 | 303.6 | 238.1 | 119.6 | 105.2 | 2993.4 |
| Humedad relativa (%)                                                                                      | 75.0 | 69.9 | 59.5 | 52.3 | 48.7 | 44.7 | 36.1 | 37.2 | 45.1 | 53.6 | 68.5 | 74.6 | 55.4 |
| Fuente: NOAA (humedad y horas de sol 1961–1990)                                                           | | | | | | | | | | | | | |

## Historia
Cuentos varían con respecto al origen del nombre Boise. Una historia cuenta que el Capitán B.L.E. Bonneville, del Ejército de los Estados Unidos, es la fuente. Tras días de expedición por terrenos secos y rocosos, la patrulla de reconocimiento encabezada por Bonneville por fin llegó a un mirador con vista del Valle del Río Boise. El punto en donde se detuvieron hoy en día es nombrado Punto Bonneville, ubicado en la Senda de Oregón al este de la ciudad. Según la historia, un guía francés, abrumado por la vista del río, gritó «Les bois! Les bois!» («¡El bosque! ¡El bosque!») – y quedaba después el nombre.
Otra versión de la historia dice que el nombre proviene de los hombres de la montaña que nombraron el Río que fluye por la ciudad actual. En los años 1820, cazadores francocanadienses en el comercio de pieles establecían líneas en la región. Ubicado prominentemente en el desierto alto, el valle arbolado se convirtió en un punto de referencia distinto, conocido como un oasis dominado por árboles de álamo americano. Estos cazadores llamaban este punto «La rivière boisée», la cual significa «la rivera arbolada».

## Demografía
Según la Oficina del Censo en 2000 los ingresos medios por hogar en la localidad eran de $42.432, y los ingresos medios por familia eran $52 014. Los hombres tenían unos ingresos medios de $36.893 frente a los $26.173 para las mujeres. La renta per cápita para la localidad era de $22.696. Alrededor del 5,9% de las familias y del 8,4% de la población estaban por debajo del umbral de pobreza..
El nombre de la ciudad está vinculado a la presencia francesa o francófona en su origen. Destaca en Boise la alta concentración de personas de procedencia vasca (unas 15.000),[cita requerida] la concentración más importante de Estados Unidos.